# Миллер, Виктор Всеволодович
Ви́ктор Все́володович Ми́ллер (1880—1946) — русский и советский альголог и миколог. Сын Всеволода Фёдоровича Миллера, племянник Николая Викторовича Насонова.

## Биография
Родился в Москве 18 (30) июня 1880 года в семье академика Всеволода Фёдоровича Миллера и Евгении Викторовны, урождённой Насоновой. В 1899 году окончил 6-ю Московскую гимназию, после чего поступил на естественное отделение физико-математического факультета Московского университета, где специализировался по низшим растениям. С 1902 года — в лаборатории низших растений под непосредственным руководством В. М. Арнольди и А. П. Артари. В 1904 году окончил его, после чего был оставлен на кафедре ботаники.
С 1904 года В. В. Миллер преподавал в должности ассистента по анатомии растений на Высших женских курсах, с 1905 года также преподавал географию и естествознание в женской гимназии. С 1918 года — ассистент на кафедре ботаники Московского университета.
В 1919 году Виктор Всеволодович стал профессором на кафедре ботаники Иваново-Вознесенского политехнического института. В 1923—1925 годах преподавал ботанику на рабочем факультете им. Артема при Московской горной академии. С 1922 по 1929 год работал старшим научным сотрудником в Институте ботаники Московского университета, затем руководил созданной им микологической лабораторией Всесоюзного института древесины.
С 1938 года работал на кафедре ботаники Московского педагогического института им. В. И. Ленина.
В годы войны занимался в основном педагогической деятельностью, однако продолжал исследования ложного ядра берёзы, а также в области усовершенствования методов испытания токсичности антисептиков.
Скончался 26 июня 1946 года после тяжёлой продолжительной болезни (саркомы).

## Некоторые научные работы
- Миллер, В. В. Follicularia, новый род зелёных водорослей // Русский архив протистологии. — 1924. — Т. III. — С. 153—173.
- Миллер, В. В. Исследования над родом Botrydium // Дневник Всесоюзного съезда ботаников в Москве в январе 1926 года. — 1926. — С. 122—123.
- Миллер, В. В. Borodinella, новый род зелёных водорослей // Русский архив протистологии. — 1927. — Т. VI. — С. 1—4.

## Виды, названные в честь В. В. Миллера
- Anabaenopsis milleri Woron., 1929
- Olpidiopsis milleri Jacz., 1931 — Olpidiopsis saprolegniae Cornu, 1872